# British Overseas Airways Corporation

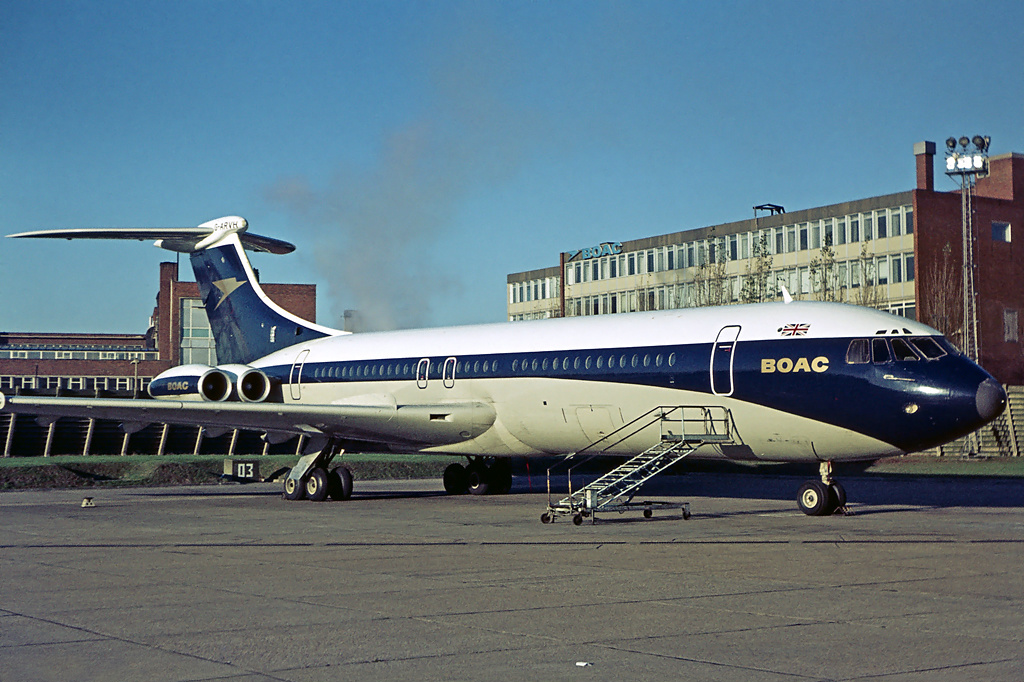
BOAC Vickers VC-10 G-ARVH, 1972

BOAC, British Overseas Airways Corporation, var ett brittiskt flygbolag som existerade 1946-1974. Flygbolaget hade flygningar till alla kontinenter. BOAC gick ihop med BEA British European Airways och bildade British Airways 1 september 1972. BOAC:s sista flygning genomfördes 31 mars 1974.

## Flotta
Flygplanstyper BOAC använt sig av var bland annat:
- Avro Lancaster
- Avro Lancastrian
- Avro Tudor
- Avro York
- Boeing 377 Stratocruiser
- Boeing 707
- Boeing 747
- Bristol Britannia
- Canadair North Star (Argonaut)
- De Havilland Comet
- Douglas DC-3/C-47
- Douglas DC-7
- Handley Page Halifax, Halton
- Handley Page Hermes
- Lockheed Constellation
- Short Sandringham
- Short Solent
- Vickers VC10, Super VC10